# Federal Aviation Regulations
FAR (ang. Federal Aviation Regulations) – amerykańskie przepisy lotnicze organizacji Federal Aviation Administration (FAA).